# Karl Müller (Botaniker, 1893)
Karl Müller (* 11. April 1893 in Ebenweiler; † 4. November 1955 in Ulm) war ein deutscher Lehrer und Botaniker. Sein offizielles botanisches Autorenkürzel lautet „Müll.Dornst.“, es kürzt hier nicht den eigentlichen Namen ab, sondern steht für „Müller in Dornstadt“ (Müller Dornstadtensis).  Er darf nicht mit dem Önologen und Bryologen Professor Karl Müller (1881–1955) in Freiburg oder dem Botaniker Karl Müller (1817–1870) verwechselt werden.

## Leben
Karl Müller entstammte einer oberschwäbischen Bauernfamilie. Seine Ausbildung als Lehrer erhielt er 1907–1913 im Seminar in Saulgau. Besondere Förderung seiner Neigung zur Botanik erhielt er von Seminarlehrer Fleischer. Von einer Verwundung im Ersten Weltkrieg genesen übernahm er die Einklassenschule in Delkhofen Kreis Tuttlingen und war dort Hauptlehrer von 1918 bis 1925. 1919 heiratete er Maria Weileder. Sie bekamen zwei Söhne.
Auf der südwestlichen Alb sammelte er Pflanzen zusammen mit seinem Freund Ernst Carl Constantin Bolter (1888–1963), der Lehrer in Wehingen war. Er wanderte und sammelte auch reichlich Pflanzen in den Alpen, in Sizilien und in der Auvergne. 1925 kam er als Lehrer nach Dornstadt bei Ulm. Schon auf der Südwestalb hatten ihn die Habichtskräuter (Hieracium)  und die Veilchen (Viola) besonders interessiert. Wegen der Habichtskräuter kam er in Kontakt mit Karl Hermann Zahn und bezüglich der Veilchen mit Oberlandesgerichtsrat Lorenz Gerstlauer in München. Auch die eingeschleppten Pflanzen der Bahnhöfe fanden sein Interesse. Ergebnisse veröffentlichte er oft in den Mitteilungsheften des Vereins für Naturwissenschaften und Mathematik in Ulm an der Donau. 
Seine Exkursionen für Interessierte waren sehr beliebt. Er hatte eine besondere Gabe, den staunenden Zuhörern Seltenheiten darzubieten. Dreißig Jahre lang bot er so dem Verein für Naturwissenschaften und Mathematik ein Sommerprogramm. Er führte auch Exkursionen für angehende Apotheker oder für den Botanischen Zirkel aus Stuttgart, der „Stuttgarter Blümleszunft“. Ein Teilnehmer erinnerte sich noch, dass er einmal bei Schelklingen ein besonderes Habichtskraut mit den Worten vorstellte:  „Das hier ist Hieracium bifidum subspecies pseudobasicuneatum var. trinitatis-montis.“ So gut kannte er seine Flora. Er erarbeitete auch die vegetationskundlichen Kartenblätter Schelklingen und Kißlegg. 
Zuletzt lebte er im Ruhestand in Ulm. Er starb nach kurzer schwerer Krebskrankheit 1955. Sein Hauptwerk, die „Ulmer Flora“ hatte er im Manuskript fast fertig vorbereitet. Nur durch die selbstlose Hilfe seines Freundes und Kollegen Georg Wolfgang Brielmaier in Seibranz konnte es 1957 zum Druck gebracht werden. Seine reichen Aufsammlungen kamen ins Staatliche Museum für Naturkunde in Stuttgart. Schon bei Kriegsende hatte er geholfen, die verlagerten Faszikel des Stuttgarter Herbariums wieder zu ordnen und zu sichern.

## Schriften (Auswahl)
K. Müller: Beiträge zur Flora der Ulmer und Blaubeurer Alb. In: Mitteilungen des Vereins für Naturwissenschaft und Mathematik in Ulm (Donau) Heft 19, 51–59, 1925–1929.
K. Müller: Beiträge zur Kenntnis der Habichtskräuter Württembergs. In: Mitteilungen des Vereins für Naturwissenschaft und Mathematik in Ulm (Donau) Heft 20, 1929–1931.
K. Müller: Beiträge zur Kenntnis der eingeschleppten Pflanzen Württembergs. In: Mitteilungen des Vereins für Naturwissenschaft und Mathematik in Ulm (Donau) Heft 21, 29–62, 1935.
K. Müller: Beitrag zur Kenntnis unserer heimischen Farn- und Blütenpflanzen. In: Mitteilungen des Vereins für Naturwissenschaft und Mathematik in Ulm (Donau) Heft 21, 63–77, Ulm 1935.
K. Müller: Beiträge zur Kenntnis unserer heimischen Farn- und Blütenpflanzen. 1. Nachtrag, abgeschlossen im Herbst 1940. In: Mitteilungen des Vereins für Naturwissenschaft und Mathematik in Ulm (Donau) Heft 22, 43–68, 1935–1942.
K. Müller: Beiträge zur Kenntnis der eingeschleppten Pflanzen Württembergs. 1. Nachtrag. In: Mitteilungen des Vereins für Naturwissenschaft und Mathematik in Ulm (Donau) Heft 23, 86–116, 1942–1950.
K. Müller: Die einheimischen Veilchen der Untergattung Nomimium in der Gegend von Ulm. In: Mitteilungen des Vereins für Naturwissenschaft und Mathematik in Ulm (Donau) Heft 24, 1950–1954.
K. Müller: Das Felsen-Labkraut (Galium saxatile L.) in Oberschwaben. In: Jahreshefte des Vereins für vaterländische Naturkunde in Württemberg Band 110, Seite 268, 1955.
K. Müller (bearb. von G.W. Brielmaier): Ulmer Flora. Eine Standortflora der Südostalb und des angrenzenden Alpenvorlands. In: Mitteilungen des Vereins für Naturwissenschaft und Mathematik in Ulm (Donau), 25. Heft, XV + 229 Seiten, 1957.
K. Müller (bearb. von G.W. Brielmaier): Zur Flora des östlichen Altmoränen- und Deckenschotterlandschaft Oberschwabens. In: Mitteilungen des Vereins für Naturwissenschaft und Mathematik in Ulm (Donau) Heft 26, 107–116, 1961
K. Müller und G.W. Brielmaier: Nachtrag 1964 zur Ulmer Flora. In: Mitteilungen des Vereins für Naturwissenschaft und Mathematik in Ulm (Donau) Heft 27, 25–72, 1965.